# Alkmaar
Alkmaar es una ciudad y un municipio neerlandés de la provincia de Holanda Septentrional, con una superficie de 31,20 km², de los que 1,94 km² corresponden a la superficie ocupada por el agua, y una población el 1 de enero de 2014 de 94 866 habitantes, con una densidad de 3.244 h/km².
El municipio también comprende las localidades de Koedijk y Oudorp. Estas localidades que antes formaban núcleos separados están hoy unidas por la urbanización efectuada entre los años 1970 y 1990 , durante los cuales la ciudad dobló su número de habitantes. Está previsto que el 1 de enero de 2015 se fusione con Schermer y Graft-De Rijp.

## Historia
Alkmaar, perteneciente al condado de Holanda, obtuvo los derechos de ciudad en 1254. La parte más antigua de ella está asentada sobre un banco de arena que ofrecía alguna protección contra el mar. Aun así la ciudad está a solo unos metros por encima del resto del área, que constituye uno de los polders.
El 24 de junio de 1572 la villa, parte de los Países Bajos de los Habsburgo, fue tomada por los Mendigos del mar, ejecutando a cinco frailes franciscanos.
En 1573 la ciudad fue asediada desde el 21 de agosto por las tropas de Felipe II durante la guerra de los Ochenta Años. El fin del asedio de Alkmaar el 8 de octubre todavía se celebra cada año en la ciudad.
Actualmente la ciudad es más conocida por su tradicional mercado de quesos, especializado en las variedades locales. La ciudad tiene un museo del queso y un museo de la cerveza

## Deporte
La ciudad es sede del club AZ Alkmaar que juega de local en el AFAS Stadion con capacidad para 17 023 espectadores ubicado a la orilla de la ciudad.

## Turismo

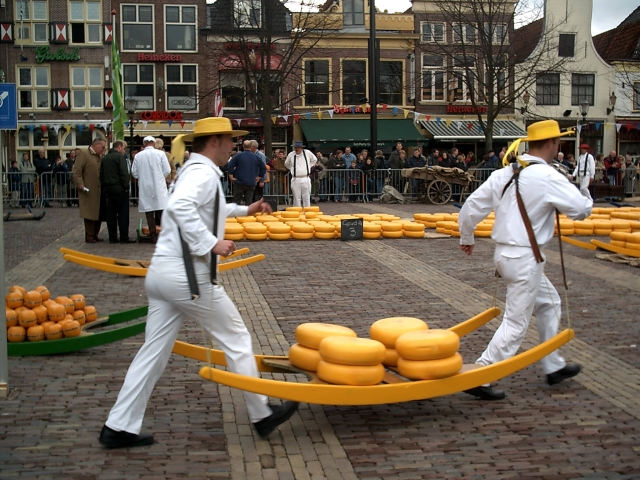
Mercado de queso.

El mercado de queso de Alkmaar en la Waagplein, es uno de los destinos populares turísticos de Holanda. Tradicionalmente el mercado de queso comienza el primer viernes de abril y el último día de la temporada es el primer viernes de septiembre. Cada viernes por la mañana (10.00-12.30 a. m.) el Waagplein es el escenario de este mercado tradicional del queso. Después del saludo antiguo del golpe de manos, los comerciantes y los auxiliares que los transportan proceden a pesar los quesos.  Es uno de los cuatro mercados de queso neerlandeses que aún existen. Este mercado de quesos comercializa las variedades de queso que se producen en la zona local, en contraposición con otras famosas marcas de quesos neerlandeses tales como el queso Edam y el queso Gouda. Sin embargo no es posible comprar queso en el mercado mismo, el cual es únicamente una demostración de como los mercaderes operaban en el mercado en épocas pasadas. No obstante tal demostración, que se realiza enfrente de la casa de pesaje medieval, se encuentra rodeada por numerosos puestos especializados en los que es posible comprar todo tipo de quesos y otros productos relacionados.
La Waag (o casa de pesaje) aloja a la oficina de turismo local y al museo del queso. Alkmaar también tiene dos teatros y un cine.
En Achterdam se encuentra la zona roja, y la zona de vida nocturna de Alkmaar se desarrolla en los pubs que se encuentran enfrente del mercado del queso.

## Galería

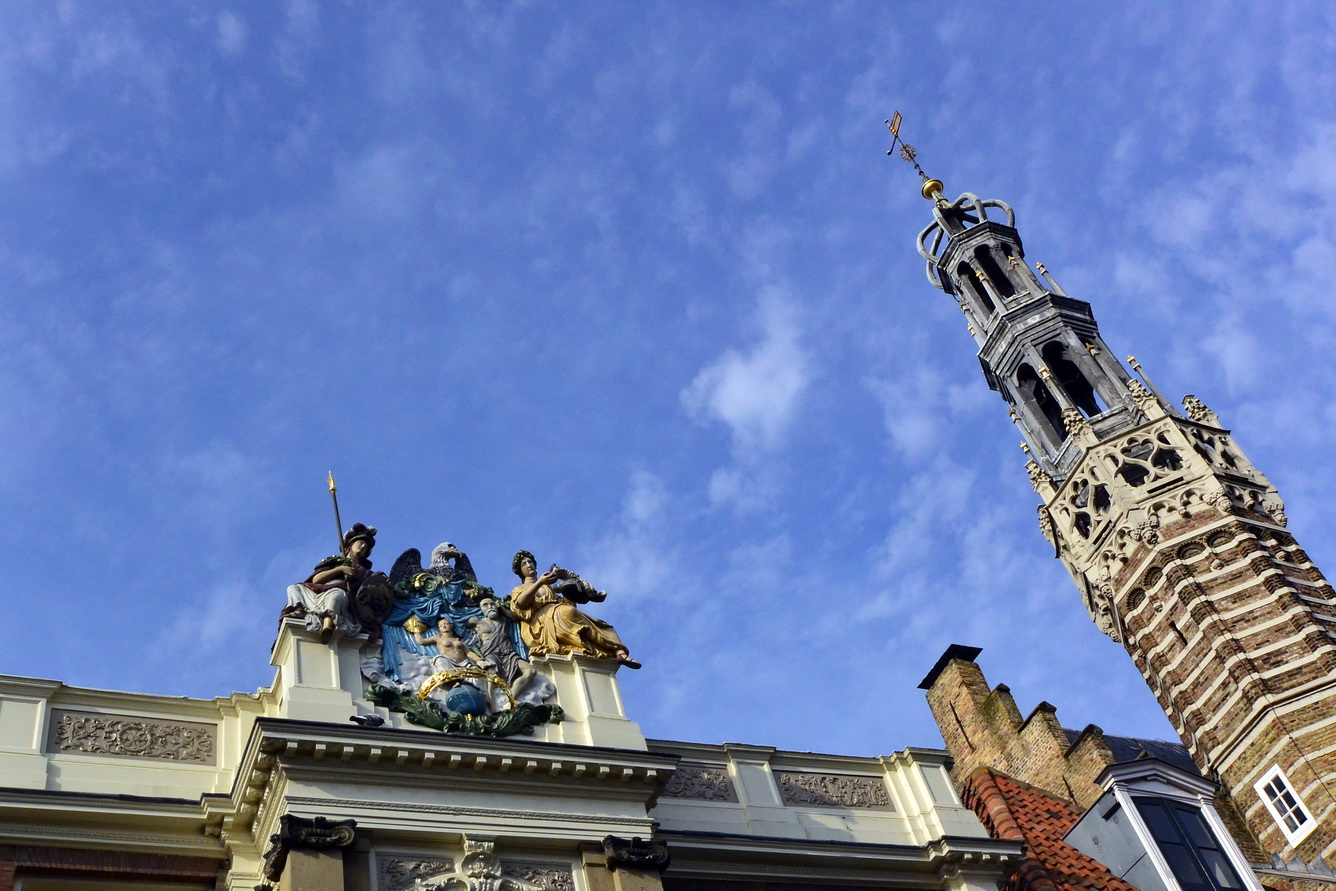
El antiguo ayuntamiento
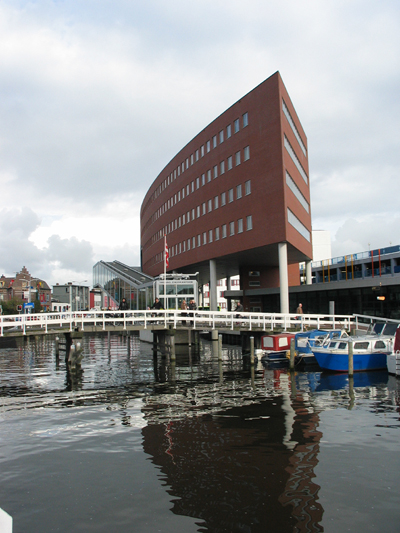
Nuevo ayuntamiento sobre el canal de Holanda Septentrional
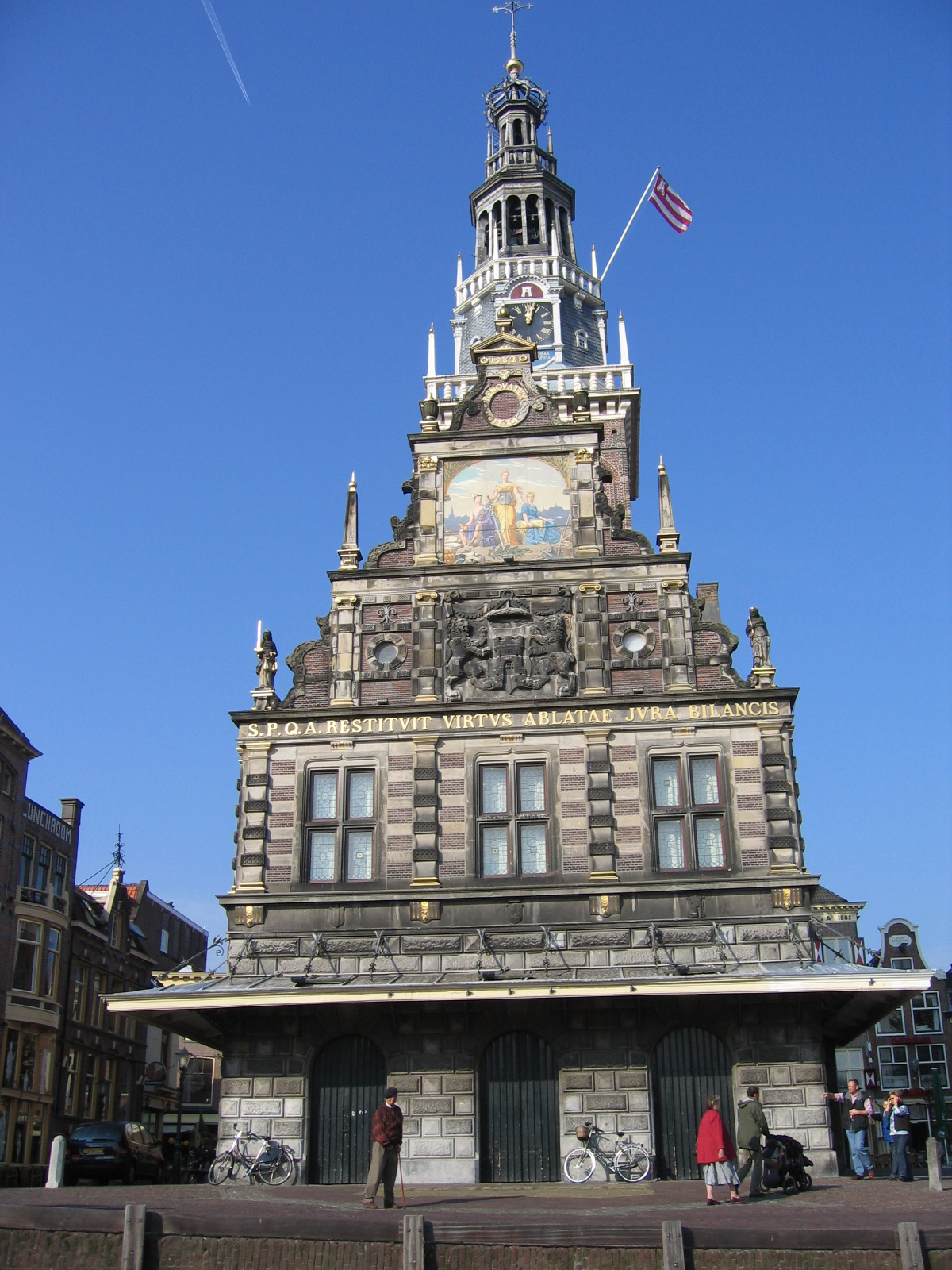
Antiguo edificio de la báscula (Museo del queso)
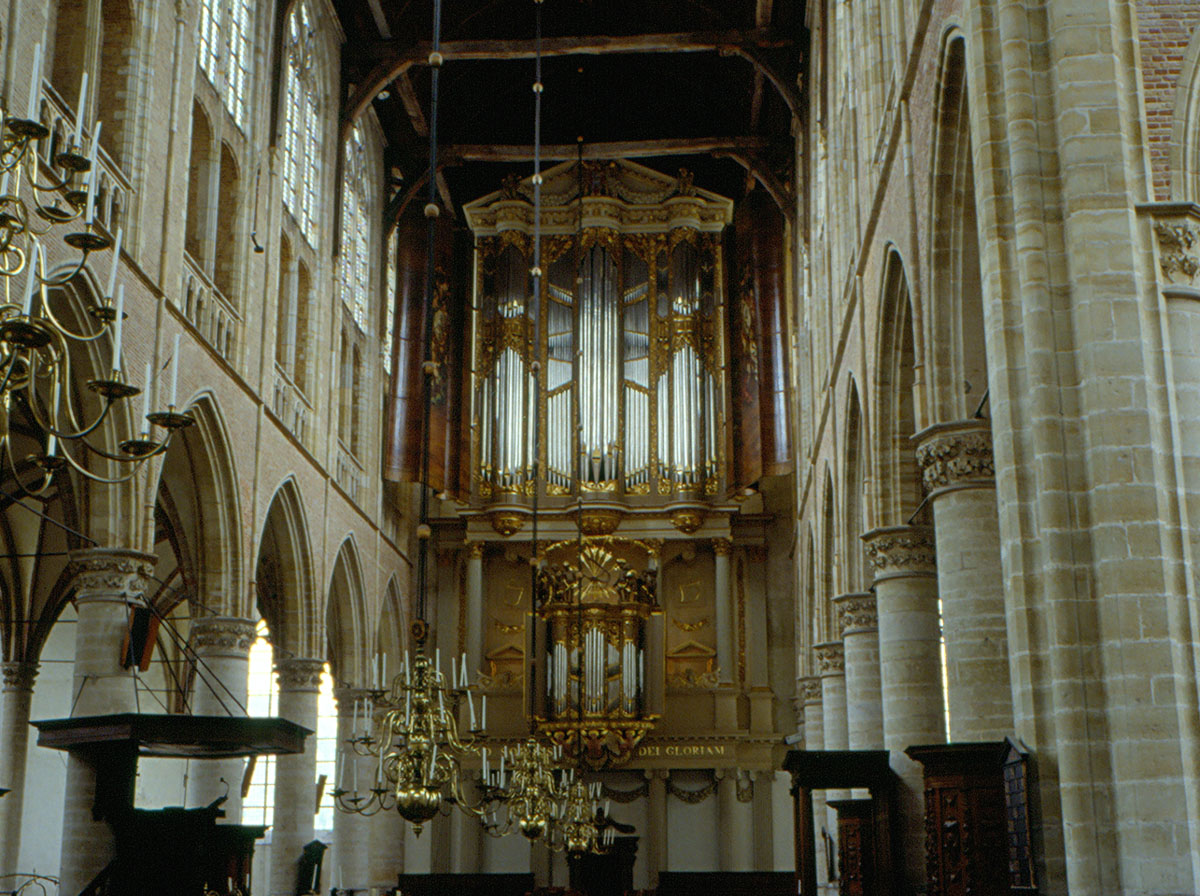
Interior de la Gran iglesia de San Lorenzo
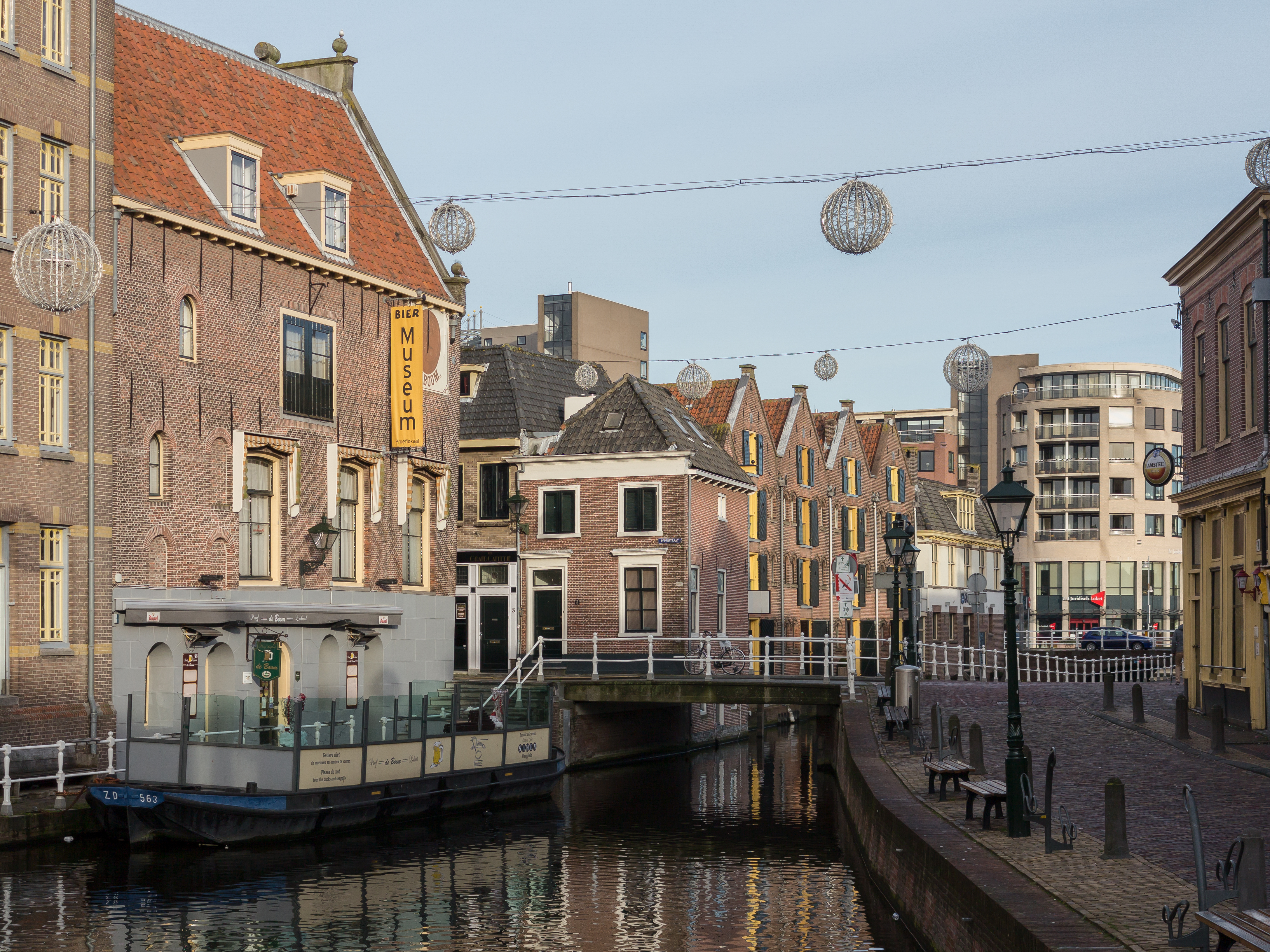
El Mient cerca del Biermuseum
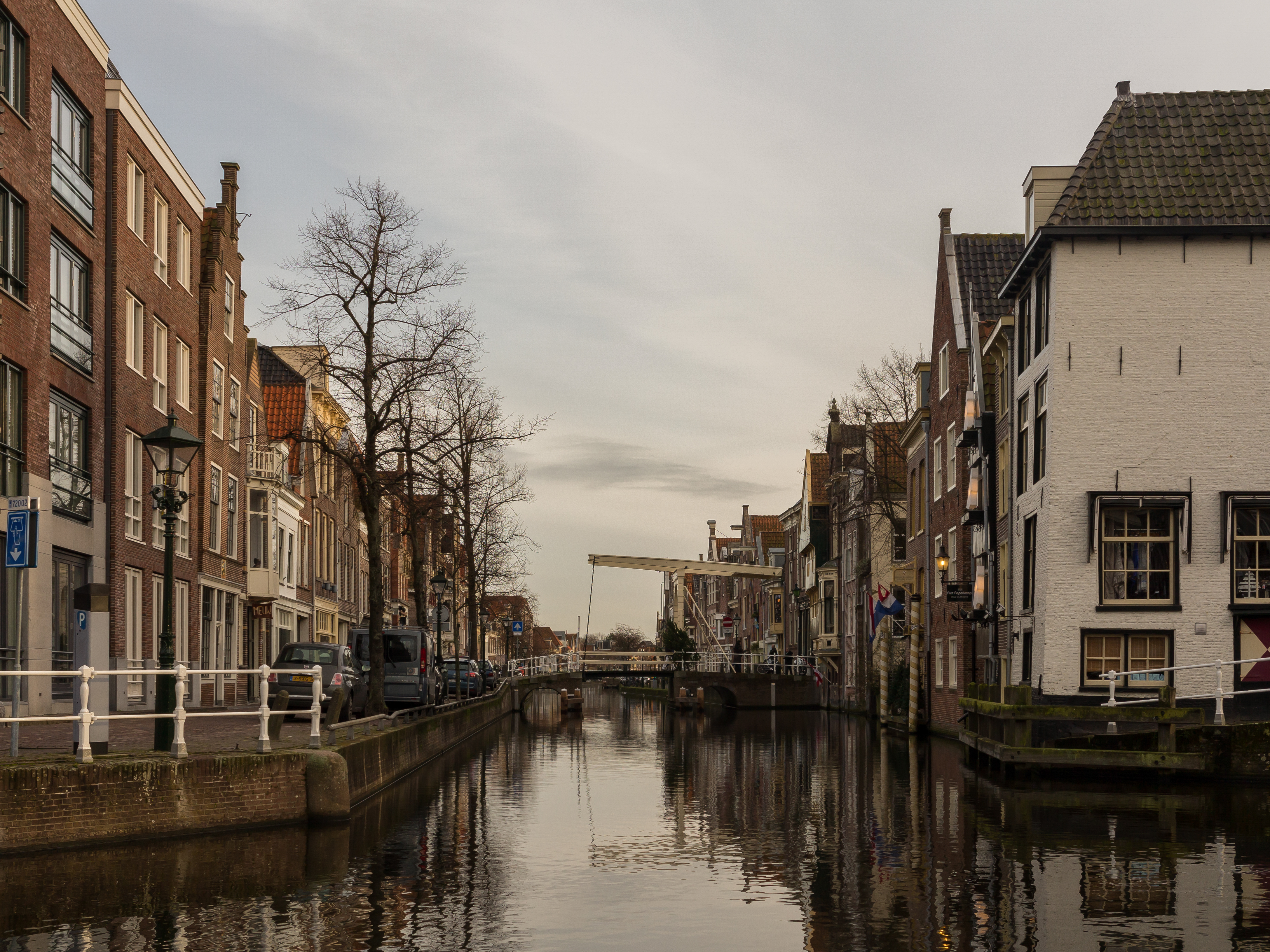
La vista en la calle (el Zijdam)
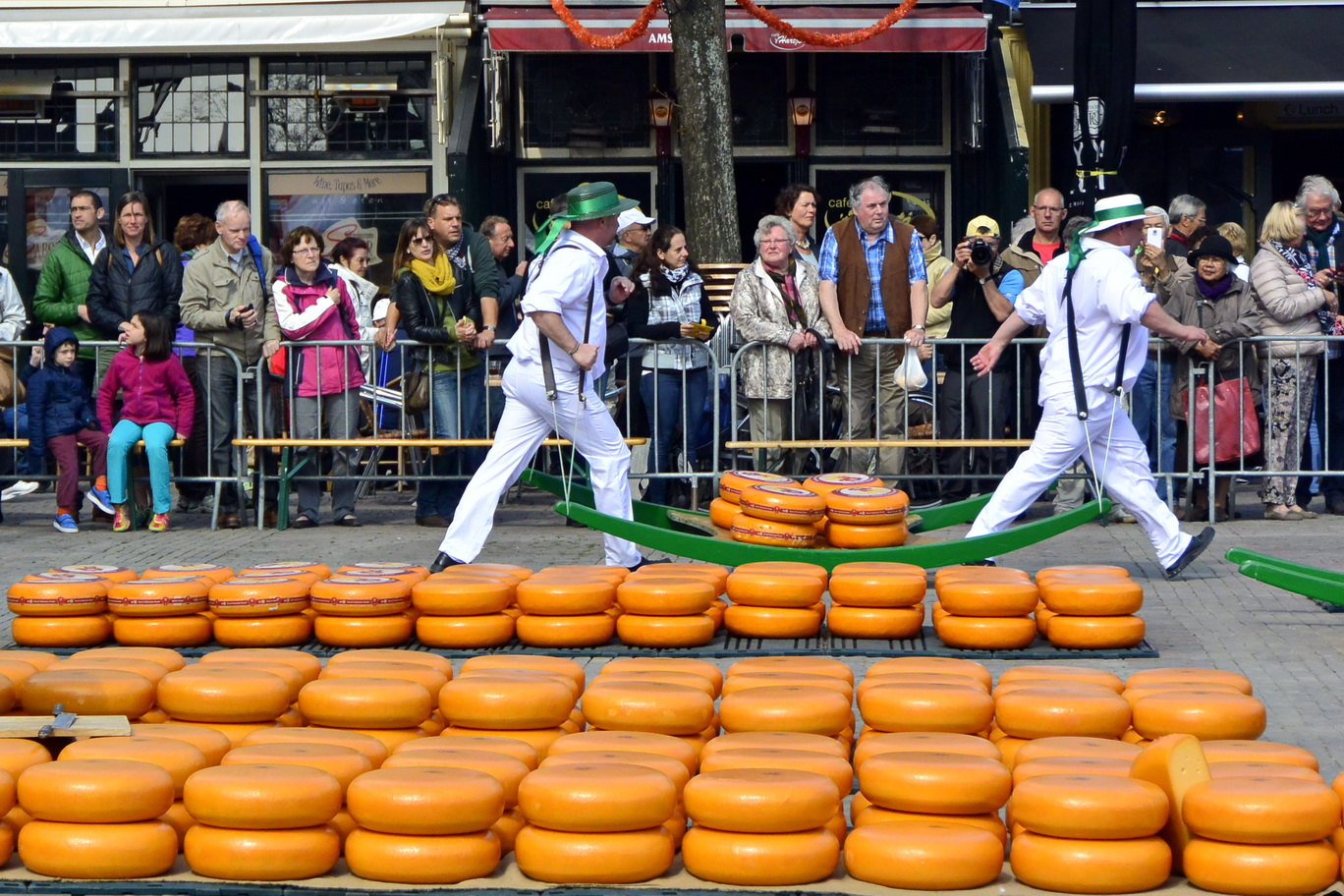
Mercado del queso
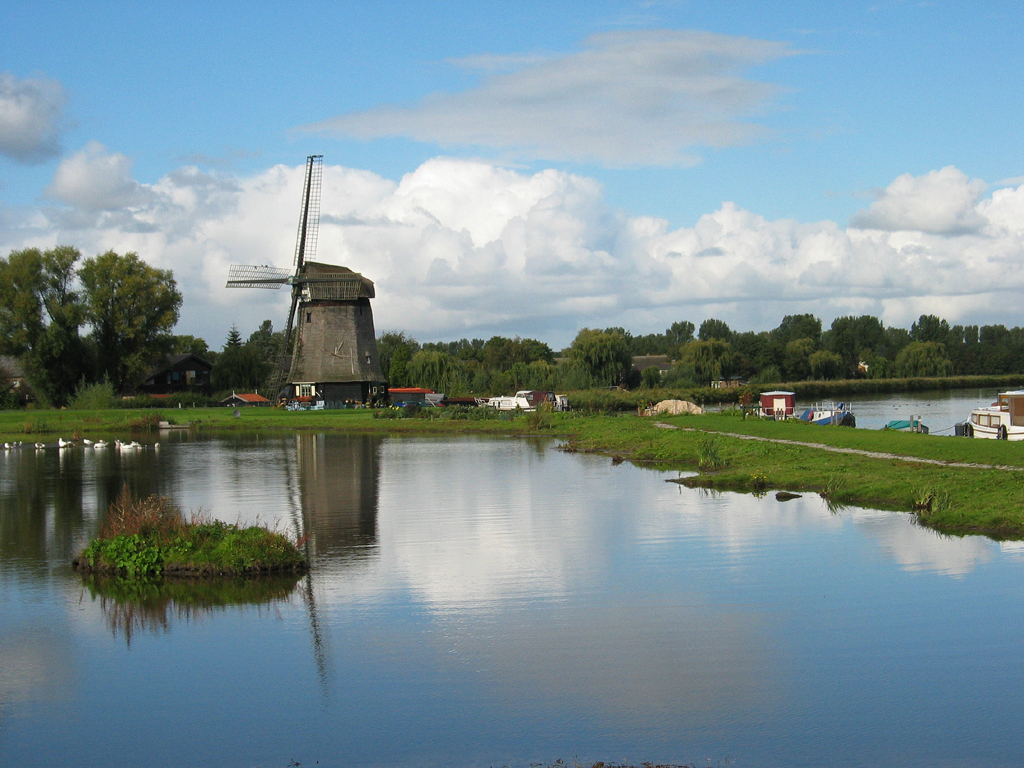
Ambachtsmolen

## Personajes célebres
- Joost Zwagerman, escritor;
- Willem Blaeu, cartógrafo;
- Joan Blaeu, cartógrafo, hijo del anterior;
- Emanuel de Witte, pintor;
- Willem de Fesch, compositor y violinista;
- Jacob Metius, óptico e inventor;
- Cornelius Drebbel inventor del submarino;
- Allart van Everdingen, pintor;
- Anna Louisa Geertruida Bosboom-Toussaint, escritora;
- Jan Wils, arquitecto;
- Jos Kruit, escultora;
- Steven de Jongh, ciclista;
- Bram de Groot, ciclista;
- Tom Six, cineasta;
- Roderick Teerink actor y músico;[4]
- Malakai Black, luchador profesional que actualmente trabaja en AEW.
- Ans Wortel, artista